# Teodor Bălan

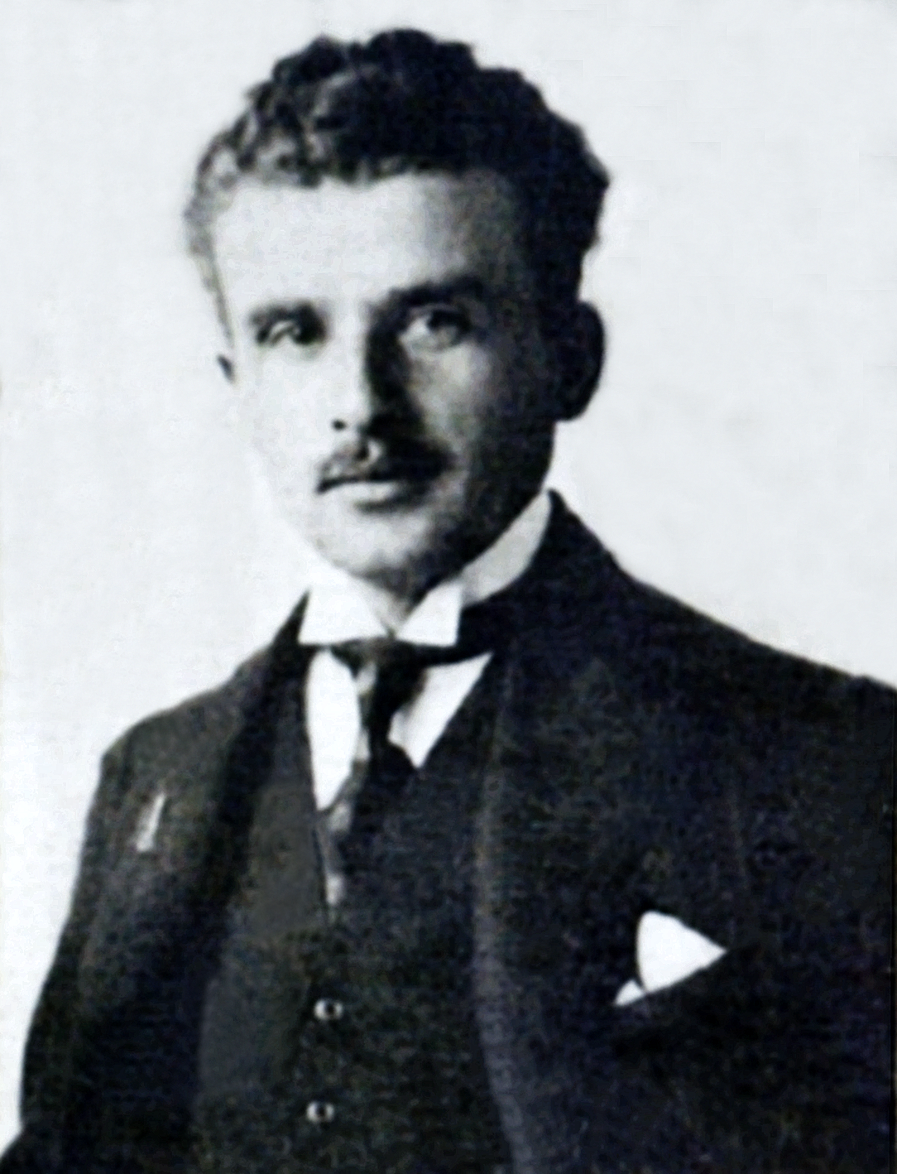
Teodor Bălan (um 1910)

Teodor Grigore Bălan, eigentlich Theodorus Gregorius Balan (* 26. Juli 1885 in Gura Humorului, Bukowina; † 25. November 1972 ebenda) war ein rumänischer Historiker, Professor an der Universität Czernowitz und Direktor des Staatsarchivs von Czernowitz sowie Autor, Genealoge und Übersetzer. Sein Hauptwerk in sechs Bänden stellt die Sammlung von Dokumenten aus der Bukowina zwischen dem 15. und 19. Jahrhundert dar.

## Biographie

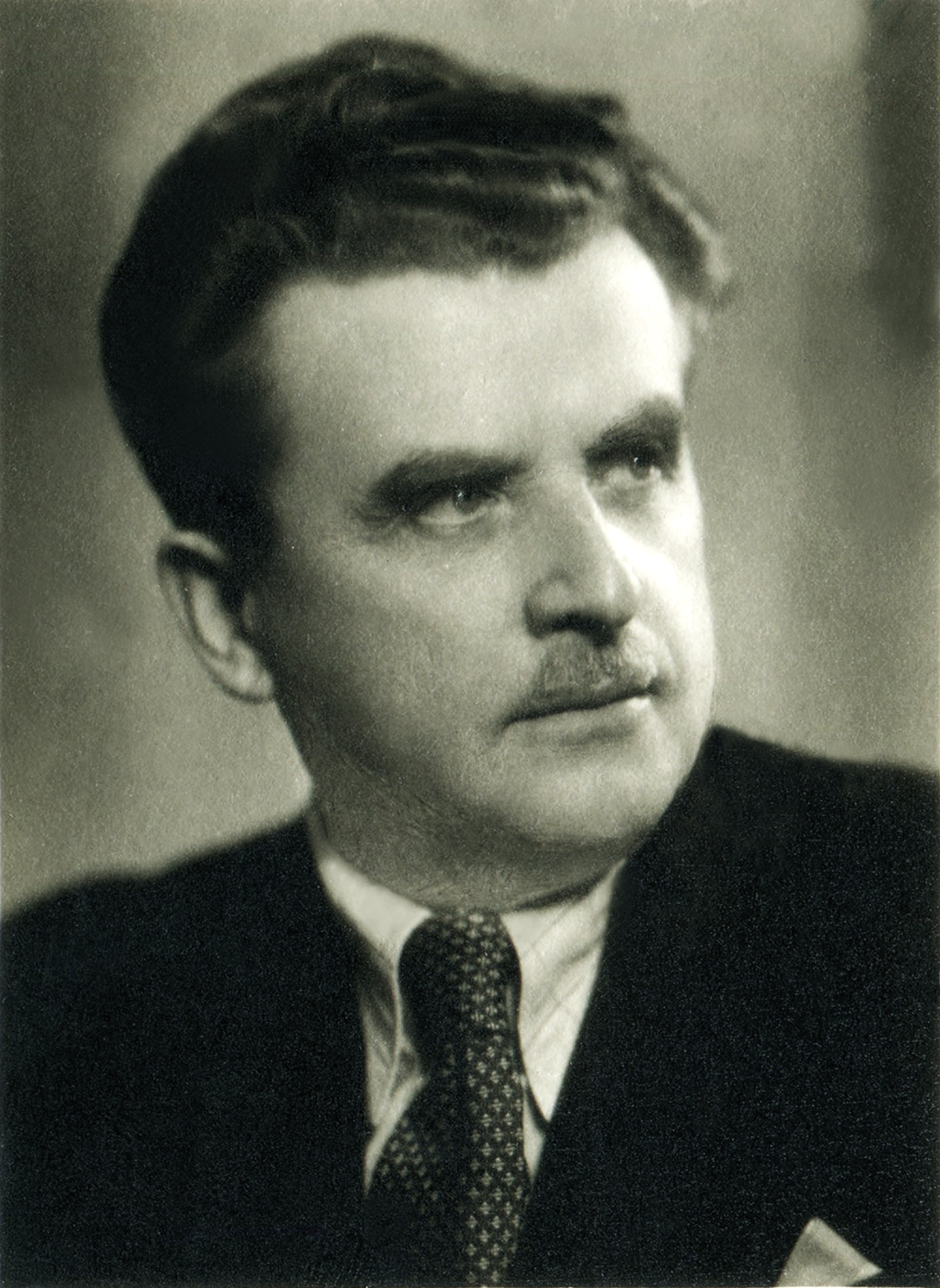
Teodor Bălan (um 1925)

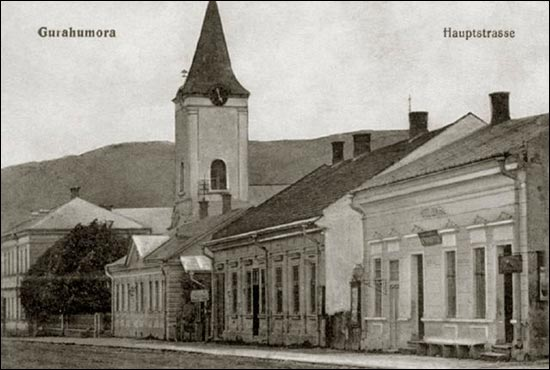
Gura Humorului (um 1900)

Der Sohn des aus Transsylvanien stammenden Gregor und der Maria Bălan besuchte die Grundschule und danach das Gymnasium in Czernowitz. Nach seinem Abitur im Jahr 1904 studierte er bis zu seinem Abschluss 1908 an der Philologischen Fakultät in Czernowitz mit dem Schwerpunkt Geschichte und Geographie. In dieser Zeit belegte er auch vier Semester an der Universität Wien (1906–1907), um seine Kenntnisse zu vertiefen.
Im Jahr 1919 schrieb Teodor ein Lehrbuch für die Oberstufe der Mittelschulen über die Geschichte der Rumänen in deutscher Sprache. In den Jahren 1922 und 1923 hielt er sich in Wien auf, wo er mit seiner Doktorarbeit „Der Rumänenaufstand in Siebenbürgen in den Jahren 1848–1849“ promovieren wollte, aber infolge einer finanziellen Notlage verzichten musste. Das gelang ihm schließlich 1927 an der Universität Czernowitz mit dem Thema „Suprimarea mișcărilor naționale din Bucovina în timpul războiului mondial 1914–1918“ („Die Unterdrückung der Nationalbewegung in der Bukowina während des Ersten Weltkriegs 1914–1918“). Nach seiner Habilitation arbeitete er als Lehrer für Geschichte an den Gymnasien von Czernowitz, Câmpulung Moldovenesc und Suceava.
Der Historiker lehrte sodann von 1932 bis 1940 an der Universität Czernowitz als Dozent für Rumänische Geschichte. Passioniert vom Studium der Dokumente aus den Archiven, war er auch Mitglied (1924–1932) und danach Direktor (1933–1941) der Kommission des Staatsarchivs von Czernowitz. In dieser Funktion nahm er aktiv an der Organisation des Bukowiner Archivs von Czernowitz teil: Er ordnete Dokumente neu und katalogisierte sie, auch ergriff er Maßnahmen zur Rettung von amtlichen Schriftstücken, unter anderem die des Komitees des Landes Bukowina, der Bukowiner Schulbehörden, Kirchen und Klöster, in dem Bemühen, den rumänischen Charakter und die Kontinuität des Rumänentums in der Bukowiner Region zu belegen. Er übersetzte und veröffentlichte Dokumente von großer Bedeutung, die zur Weiterentwicklung der rumänischen Historiografie beitrugen.
In der schweren Zeit des Zweiten Weltkriegs unterstützte Theophila von Wassilko Bălan und pflegte einen angeregten Briefverkehr mit ihm. Unter anderem half sie ihm bei der Suche zu den revolutionären Ereignissen von 1848 und sendete ihm wichtige Dokumente und Unterlagen dazu. Der Professor revanchierte sich mit dem Übermitteln der Jahresregister des Landeskomitees des Herzogtums Bukowina für das Innenministerium von 1913 bis 1918, das in Wien fehlte. Nach der Wiedereroberung der Nordbukowina durch die Rumänische Armee übte er von 1941 bis 1945 das Amt des Direktors der Universitätsbibliothek von Czernowitz aus. Bis 1947 hatte er 126 Arbeiten publiziert.
Nach dem Zweiten Weltkrieg zog sich der Gelehrte nach Gura Humorului zurück, wo er weiterhin Dokumente sammelte, aber die kommunistischen Behörden verboten das Erscheinen seines Namens in irgendeiner Publikation. Trotzdem gelang es ihm zwischen 1957 und 1972, elf Artikel und die Studie „Din istoria Cîmpulungului Moldovenesc“ („Aus der Geschichte von Cîmpulung Moldovenesc“) zu veröffentlichen. Zahlreiche Werke blieben in Manuskriptform vorhanden und wurden ab 1990 veröffentlicht, darunter die Bände 7 bis 9 der „Documente bucovinene“.
Das Gymnasium Nr. 3 in Gura Humorului sowie eine Straße im Ort und eine weitere in Suceava tragen heute seinen Namen.

## Werke (Auswahl)

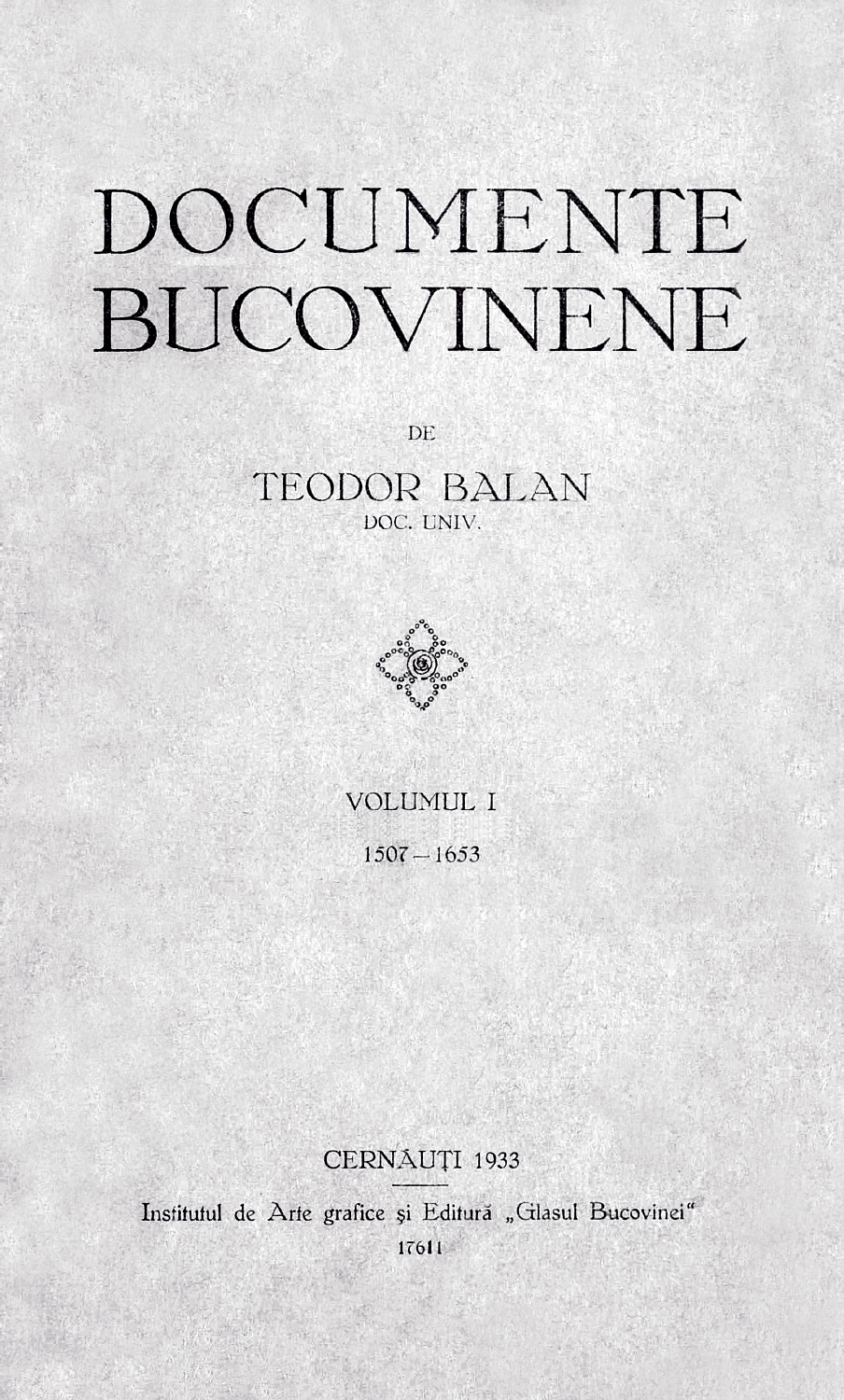
Documente bucovinene I, Deckblatt

- Geschichte der Rumänen – Lehrbuch für oberste Klasse der Mittelschulen (deutsch), Verlag Școala Română, Czernowitz 1919
- Familia Onciul - studiu şi documente - Institutul de arte grafice şi editură "Glasul Bucovinei", Czernowitz 1927, 233 S.
- Noui documente câmpulungene, Tipografia Mitropolitul Silvestru, Czernowitz, 1929
- Bucovina in răzbioul mondial, Institutul de arte grafice şi editură "Glasul Bucovinei", Czernowitz 1929, 134 S.
- Documente bucovinene, Band 1, Institutul de arte grafice şi editură "Glasul Bucovinei", Czernowitz 1933, 298 S.
- Documente bucovinene, Band 2, Institutul de arte grafice şi editură "Glasul Bucovinei", Czernowitz 1934, 217 S.
- Documente bucovinene, Band 3, Institutul de arte grafice şi editură "Glasul Bucovinei", Czernowitz 1937, 257 S.
- Dimitrie Onciul, Tiparul itropolitul Silvestru, Czernowitz 1938
- Documente bucovinene, Band 4, Institutul de arte grafice şi editură "Glasul Bucovinei", Czernowitz 1938, 299 S.
- Documente bucovinene, Band 5, Institutul de arte grafice şi editură "Glasul Bucovinei", Czernowitz 1939, 264 S.
- Documente bucovinene, Vol. 6, Editura casei şcoalelor şi a culturii poporului, Bucureşti 1942, 488 S.
- Din Istoricul Cîmpurungului moldovenesc, Editura st̨iintįfică și Enciclopedică, Bukarest 1960, 344 S.
- Istoria teatrului românesc în Bucovina istorică, Editura Academiei Române, Bukarest 2005, Hrsg.Dumitru Vatamaniuc
- Documente bucovinene. Bände 7–9, Editura Taida, Iași, 2005–2006, Hrsg. Prof. Dr. Ioan Caproșu
- Die Geschichte des deutschen Theaters in der Bukowina 1825–1877, Editura Academiei Române, Bukarest 2007, Hrsg.Dumitru Vatamaniuc
- Conflictul pentru Tricolor – Un capitol din istoria politică a Bucovinei, 1898–1904, Editura Academiei Române, Bukarest 2007, Hrsg.und Red. Marian Olaru